# Marco Geisler
Marco Geisler, född den 18 januari 1974 i Cottbus i Tyskland, är en tysk roddare.
Han tog OS-brons i scullerfyra i samband med de olympiska roddtävlingarna 2000 i Sydney.